# Gaius Servilius Geminus (Konsul 203 v. Chr.)
Gaius Servilius Geminus († 180 v. Chr.) entstammte dem römischen Geschlecht der Servilier. Er war 203 v. Chr. Konsul, 202 v. Chr. Diktator und von 183 v. Chr. bis zu seinem Tod Pontifex Maximus.

## Name und Abstammung
Gaius Servilius Geminus wird von den Fasti Capitolini für die Jahre 203 und 202 v. Chr. erwähnt, allerdings ohne Angabe seines Beinamens Geminus. Dieser wird nur an einigen Stellen des Geschichtswerks des Titus Livius angeführt. Laut der Filiationsangabe der Fasti Capitolini war er der Sohn eines gleichnamigen Vaters und Enkel eines Publius Servilius. Livius bezeichnet ihn als Sohn jenes Gaius Servilius Geminus, der 218 v. Chr. beim Ausbruch des Zweiten Punischen Krieges einer der Triumvirn zur Anlage der Kolonien Placentia und Cremona war und dabei in Kriegsgefangenschaft der Boier geriet, aus der er erst wieder 203 v. Chr. von seinem Sohn befreit wurde. Der Großvater des hier behandelten Gaius Servilius Geminus dürfte der Konsul von 252 und 248 v. Chr., Publius Servilius Geminus, gewesen sein.

## Frühe Laufbahn
In der bei Livius vorliegenden Überlieferung dürften beträchtliche Fälschungen bezüglich der frühen politischen Laufbahn des Gaius Servilius Geminus vorliegen, die trotz vieler wissenschaftlicher Untersuchungen in mancherlei Einzelheiten noch nicht befriedigend erhellt werden konnte. Geminus durchlief wohl von Anfang an die Karriere eines plebejischen Politikers, da höchstwahrscheinlich bereits sein Vater von den Patriziern zu den Plebejern übergetreten war. Laut Livius war er zu einem nicht genauer datierbaren Zeitpunkt, aber vor 209 v. Chr., Volkstribun. Für das Jahr 212 v. Chr. erwähnt Livius einen Volkstribunen Gaius Servilius Casca, dessen Cognomen Casca bisweilen als mögliche Fälschung betrachtet wird, so dass er mit Geminus identisch sein könnte. Ferner wird auch Geminus’ Gleichsetzung mit einem ebenfalls für 212 v. Chr. – ohne Beinamen – genannten Legaten Gaius Servilius erwogen, der im Auftrag des Prätors Publius Cornelius Sulla Getreide in Etrurien aufkaufte und diese Nahrungsmittelvorräte mit seiner Flotte der von Hannibal belagerten römischen Garnison der Zitadelle von Tarent brachte, so dass diese zum Durchhalten angespornt wurde. Aber beide Identifizierungen sind unsicher.
Die erste sichere Erwähnung des Geminus liegt für das Jahr 210 v. Chr. vor, als er an Stelle des verstorbenen Titus Otacilius Crassus die Priesterstelle eines Pontifex übernahm. Gemeinsam mit Quintus Caecilius Metellus hatte Geminus 209 v. Chr. die plebejische sowie 208 v. Chr. die kurulische Ädilität inne und veranstaltete die ludi Romani. Während er noch das letztgenannte Amt ausübte, wurde er 208 v. Chr. vom Diktator Titus Manlius Torquatus zu dessen Magister equitum ernannt. Als Prätor bekam er sodann 206 v. Chr. die Verwaltung der Provinz Sizilien übertragen, die er mit zwei aus Überlebenden der Katastrophe von Cannae gebildeten Legionen (legiones Cannenses) und einer Kriegsflotte behaupten sollte.

## Konsulat
Das höchste Staatsamt übte Gaius Servilius Geminus 203 v. Chr. aus, wobei er den zu einem patrizischen Zweig seiner eigenen Familie zählenden Gnaeus Servilius Caepio zum Mitkonsul und Etrurien als Provinz erhielt. Nachdem beide Konsuln in Rom Rekrutierungen vorgenommen sowie Sühnerituale abgehalten hatten, ging Geminus in seine Provinz ab. Wenn auch von sonstigen in seinem Konsulat vollbrachten kriegerischen Leistungen nichts bekannt ist, so fiel er zumindest in Norditalien ein, wobei es ihm gelang, seinen Vater und den Konsular Gaius Lutatius Catulus zu befreien, die beide seit 218 v. Chr. von den Feinden der Römer, den Boiern und Puniern, gefangen gehalten worden waren. Mit den befreiten Männern kehrte er nach Rom heim. Laut einer Notiz des Livius soll es bereits um 209 v. Chr. hinreichend sicher gewesen sein, dass sein Vater nicht, wie zuvor angenommen, tot war, und Geminus daraufhin vorgeworfen worden sein, gesetzwidrig plebejische Ämter bei Lebzeiten seines Vaters bekleidet zu haben, da dieser ein kurulisches Amt innegehabt hatte. Geminus habe aber als Konsul während seines Aufenthalts in Rom ein Indemnitätsgesetz durchgebracht, das ihn vor Strafverfolgung wegen seines illegalen Handelns schützte, weil ihm damals, als er die beanstandeten Funktionen ausgeübt hatte, eben nicht bekannt gewesen sei, dass sein Vater noch lebte. Es ist aber ansonsten kein Gesetz bekannt, das eine solche plebejische Ämterlaufbahn verboten hätte. Die damit verbundenen Rechtsfragen sind weiterhin unklar, wie die annalistische Darstellung darüber insgesamt stark verfälscht sein dürfte.
Von Rom begab Geminus sich wieder nach Etrurien, wo er gemäß einem Senatsbeschluss Untersuchungen gegen verschwörerische Umtriebe geleitet haben soll. Der von ihm ernannte Diktator Publius Sulpicius Galba Maximus hielt laut den Fasti Capitolini und der als glaubwürdiger eingeschätzten Überlieferung bei Livius die Wahlen für das nächste Jahr ab, während die von Livius als abweichende Alternative angegebene Tradition, dass Geminus selbst der Wahlleiter gewesen sei, verworfen wird. Bei diesen Comitien avancierte Geminus’ jüngerer Bruder Marcus Servilius Pulex Geminus zu einem der neuen Konsuln.

## Spätere Karriere
In der ersten Jahreshälfte 202 v. Chr. blieb Gaius Servilius Geminus mit prorogiertem Imperium als Prokonsul in Etrurien, während sein zum Konsulat aufgestiegener Bruder in Rom weilte. Von Letzterem wurde Geminus sodann zum Diktator zur Leitung der Wahlen ernannt, bestellte daraufhin Publius Aelius Paetus zu seinem Magister equitum und stand nun in vertauschter Rolle eine längere Weile bis in das nächste Jahr hinein an der Spitze der Verwaltung der Hauptstadt, wohingegen sein Bruder, der Konsul, in Etrurien die Führung innehatte. Für lange Zeit sollte er der letzte Diktator bleiben, bis Sulla dieses Amt usurpierte. Ende 201 v. Chr. gehörten Geminus und sein Bruder einer Zehnmännerkommission an, welche die in Samnium und Apulien gelegenen und in römischen Staatsbesitz übergegangenen Ackergrundstücke unter die Veteranen des Publius Cornelius Scipio Africanus zu verteilen hatte.
194 v. Chr. nahm Geminus als Duumvir die Weihung eines Heiligtums des Iuppiter Vediovis auf der Tiberinsel vor. Als Nachfolger des verstorbenen Publius Licinius Crassus Dives wurde er 183 v. Chr. in die hohe sakrale Funktion des Pontifex Maximus gewählt. In dieser Eigenschaft geriet er 180 v. Chr. mit Lucius Cornelius Dolabella in Konflikt, als dieser die Übernahme des Amtes des Opferkönigs (Rex sacrorum) anstrebte; denn Dolabella weigerte sich, vor der Weihe seinen Posten eines Duumvir navalis niederzulegen, wie Geminus gefordert hatte. Der Pontifex Maximus verurteilte Dolabella zur Zahlung einer Geldbuße und dessen Wahl zum Opferkönig kam im Endeffekt nicht zustande. Geminus, der als weiteres bedeutendes religiöses Amt jenes eines Decemvir sacris faciundis bekleidet hatte, starb nicht viel später gegen Ende 180 v. Chr.